# کوردیریت

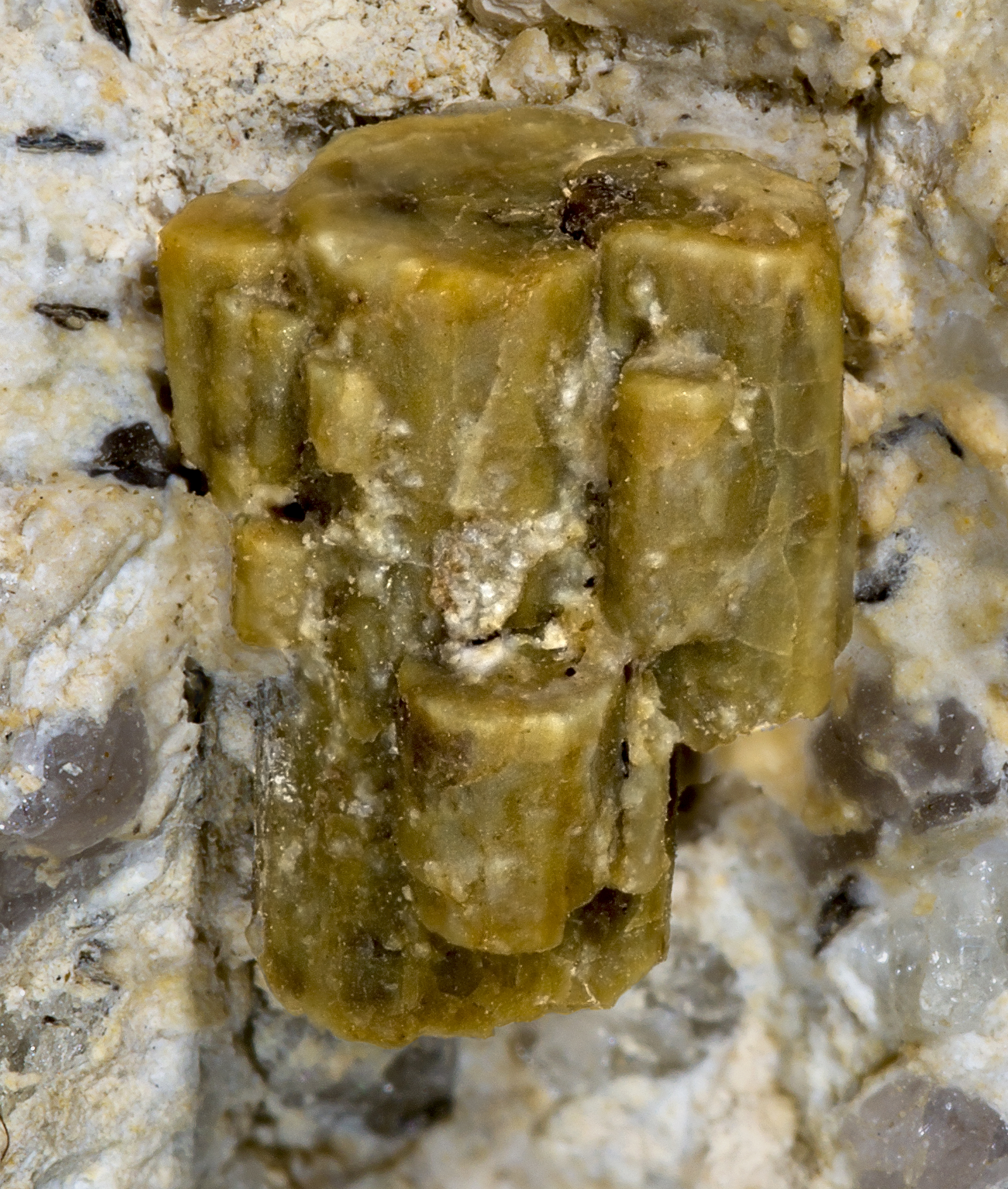
بلور طبیعی کوردیریت در إیطالیا

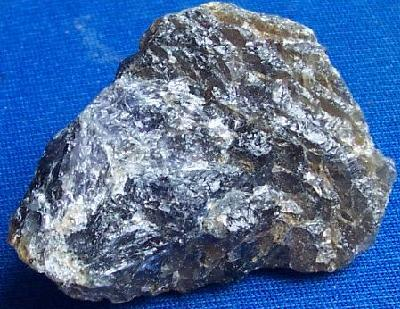

کوردیریت یکی از کانی‌های کمیاب است. این کانی در بدنه‌های سرامیکی در دماهای بالا نیز به‌وجود می‌آید که به‌خاطر خواص دیرگدازی که دارد، دارای کاربردهای زیادی است.

## ترکیب
ترکیب تئوریک کوردیریت؛ ۲MgO.۲Al۲O۳.۵SiO۲ است که به لحاظ وزنی شامل ۷/۱۳ درصد اکسید منیزیم، ۹/۳۴ درصد اکسید آلومینیوم و ۴/۵۱ درصد اکسید سیلیسیم می‌شود.

## سنتز
یک روش برای سنتز بدنه‌های کوردیریتی، استفاده از مواد اولیه مناسب و زینتر نمودن آنهاست که منجر به تشکیل بدنه‌ای حاوی کوردیریت، مولایت و فاز شیشه می‌شود. مواد اولیه مناسب جهت انجام چنین واکنشی معمولاً شامل یک دسته از مواد اولیه حاوی SiO۲ و Al۲O۳ (مانند رس یا شاموت) و یک دسته مواد اولیه حاوی MgO (مانند منیزیت ، تالک ، کلرید منیزیم) می‌شوند.
روش دیگر برای سنتز بدنه‌های کوردیریتی، پختن مخلوطی از پودر کوردیریت و چسب (معمولاً خاک رس) است. در این روش پودر کوردیریت از قبل آماده می‌شود. این روش گران‌تر است اما دارای مزیت‌های بیشتری است؛ از جمله این که انقباض بدنه سرامیکی در این روش کمتر است.

## ویژگی‌ها
ساختار کریستالی کوردیریت ارتورمبیک است. این کانی در دمای ۱۴۶۵ درجه سانتی‌گراد به‌صورت غیرناگهانی  ذوب و به مولایت و مایع تبدیل می‌شود.
مهمترین ویژگی فیزیکی کوردیریت که باعث وسعت کاربرد آن شده‌است، ضریب انبساط حرارتی پایین آن است. این خاصیت باعث می‌شود که بدنه‌های سرامیکی ساخته شده حاوی کوردیریت از شوک‌پذیری حرارتی بالایی برخوردار شوند.

## نگارخانه

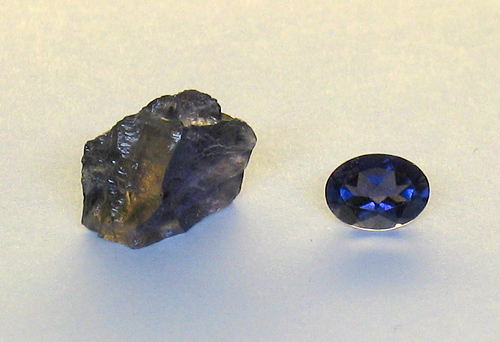
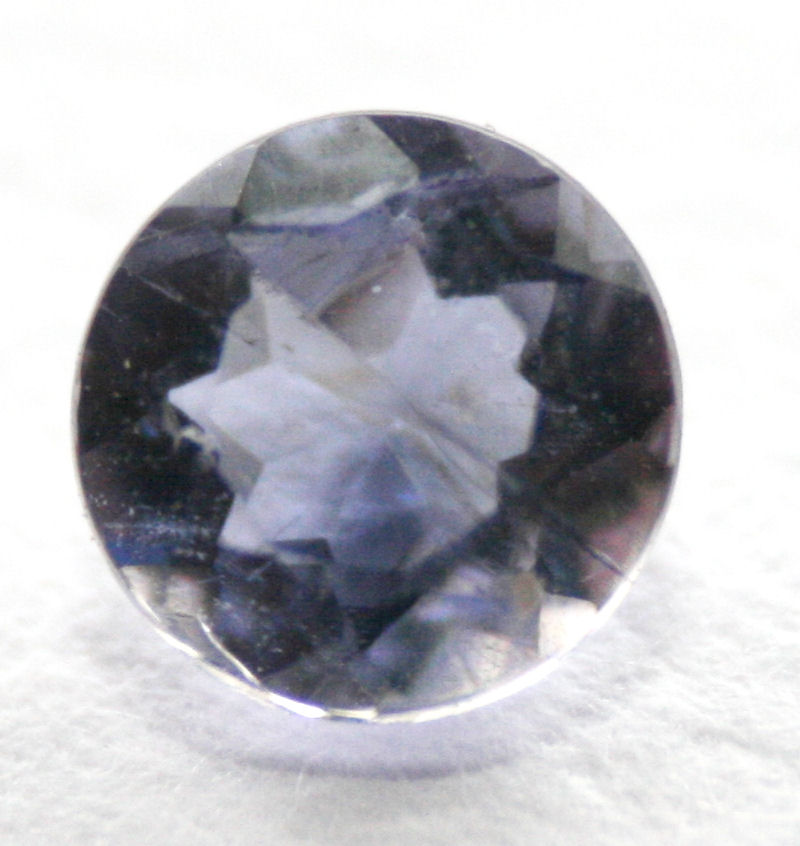
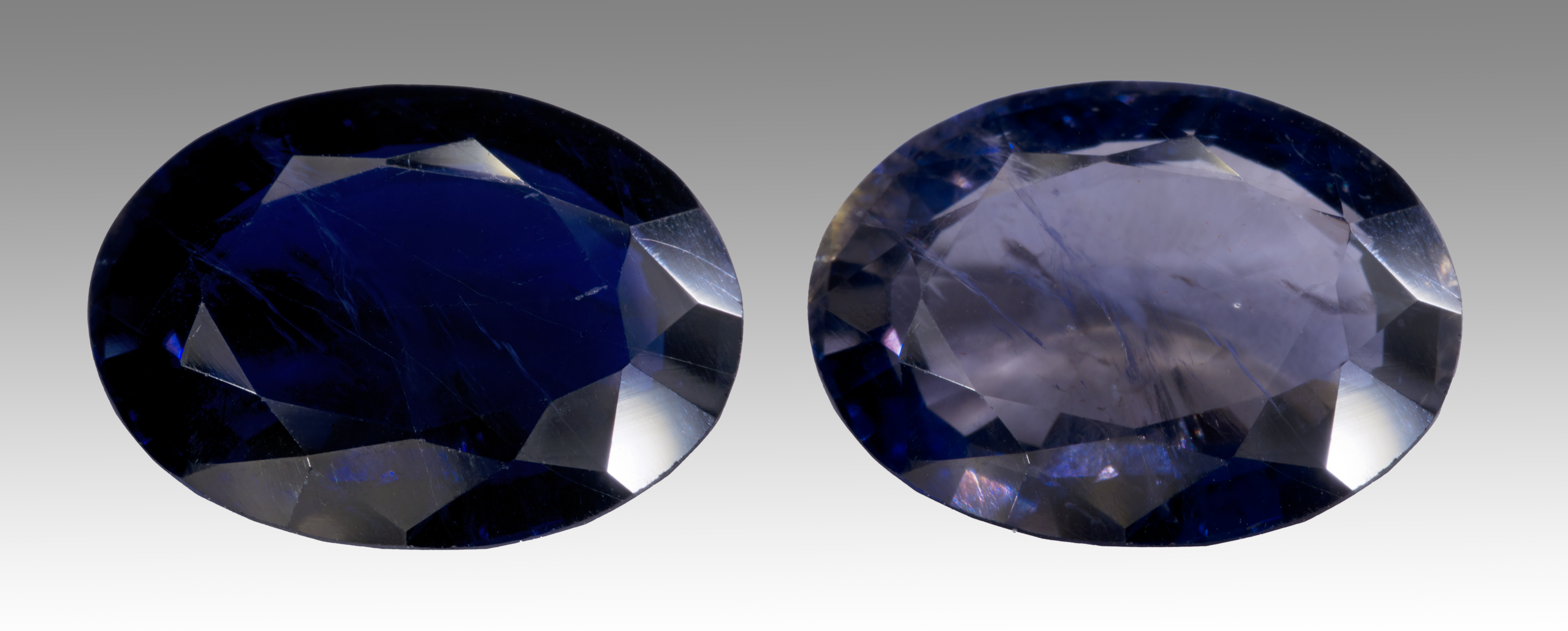